# Halmesaari (ö i Södra Savolax, Nyslott, lat 61,82, long 29,11)
Halmesaari är en ö i Finland. Den ligger i sjön Suurijärvi och i kommunen Nyslott i  landskapet Södra Savolax, i den sydöstra delen av landet, 290 km nordost om huvudstaden Helsingfors. Öns area är 2,6 hektar och dess största längd är 210 meter i öst-västlig riktning.